# Tillandsia 'Neerdie'
Tillandsia 'Neerdie' es un  cultivar híbrido del género Tillandsia perteneciente a la familia  Bromeliaceae.
Es un híbrido creado en el año 1985 con las especies Tillandsia brachycaulos × Tillandsia  balbisiana.